# Corcelles-en-Beaujolais
Pour les articles homonymes, voir Corcelles.
Corcelles-en-Beaujolais est une commune française, située dans le département du Rhône en région Auvergne-Rhône-Alpes.

## Géographie

### Climat
Pour des articles plus généraux, voir Climat d'Auvergne-Rhône-Alpes et Climat du Rhône.
En 2010, le climat de la commune est de type climat océanique altéré, selon une étude du Centre national de la recherche scientifique s'appuyant sur une série de données couvrant la période 1971-2000. En 2020, Météo-France publie une typologie des climats de la France métropolitaine dans laquelle la commune est exposée à un climat de montagne ou de marges de montagne et est dans la région climatique  Bourgogne, vallée de la Saône, caractérisée par un bon ensoleillement (1 900 h/an), un été chaud (18,5 °C), un air sec au printemps et en été et des vents faibles. 
Pour la période 1971-2000, la température annuelle moyenne est de 11,8 °C, avec une amplitude thermique annuelle de 17,9 °C. Le cumul annuel moyen de précipitations est de 772 mm, avec 9,5 jours de précipitations en janvier et 7,2 jours en juillet. Pour la période 1991-2020, la température moyenne annuelle observée sur la station météorologique de Météo-France la plus proche, « Vauxrenard », sur la commune de Vauxrenard à 9 km à vol d'oiseau, est de 9,8 °C et le cumul annuel moyen de précipitations est de 1 003,5 mm,. Pour l'avenir, les paramètres climatiques de la commune estimés pour 2050 selon différents scénarios d'émission de gaz à effet de serre sont consultables sur un site dédié publié par Météo-France en novembre 2022.

## Urbanisme

### Typologie
Au 1er janvier 2024, Corcelles-en-Beaujolais est catégorisée bourg rural, selon la nouvelle grille communale de densité à sept niveaux définie par l'Insee en 2022.
Elle est située hors unité urbaine et hors attraction des villes,.

### Occupation des sols
L'occupation des sols de la commune, telle qu'elle ressort de la base de données européenne d’occupation biophysique des sols Corine Land Cover (CLC), est marquée par l'importance des territoires agricoles (96 % en 2018), en diminution par rapport à 1990 (97,1 %). La répartition détaillée en 2018 est la suivante : 
cultures permanentes (43,5 %), terres arables (20,8 %), zones agricoles hétérogènes (19,3 %), prairies (12,4 %), zones urbanisées (4 %). L'évolution de l’occupation des sols de la commune et de ses infrastructures peut être observée sur les différentes représentations cartographiques du territoire : la carte de Cassini (XVIIIe siècle), la carte d'état-major (1820-1866) et les cartes ou photos aériennes de l'IGN pour la période actuelle (1950 à aujourd'hui).

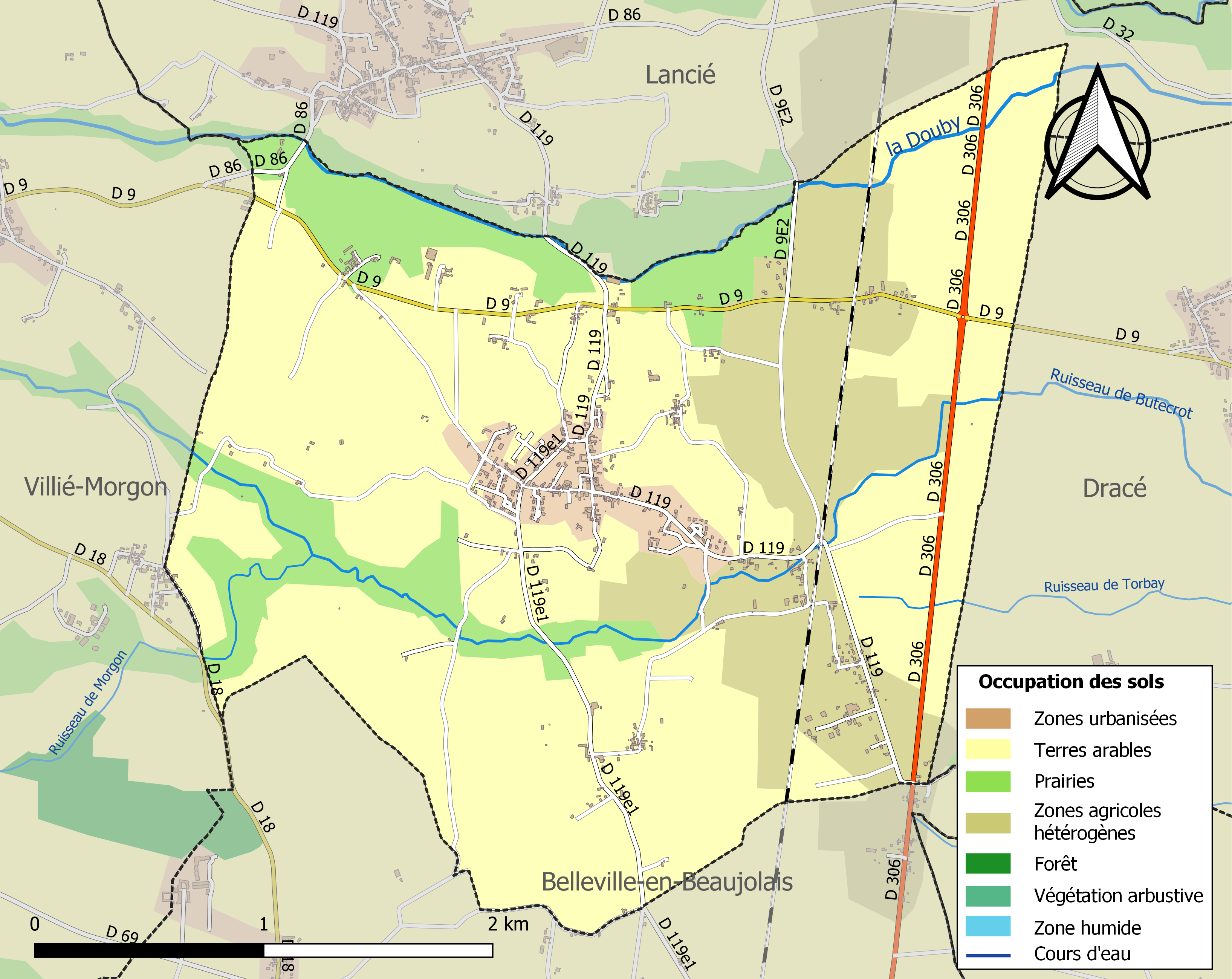
Carte des infrastructures et de l'occupation des sols de la commune en 2018 (CLC).

## Toponymie
Le nom de la localité est attesté sous la forme Corcelles en 1225. 
Il s'agit de la fixation toponymique du nom commun latin corticella, dérivé du latin cōrtem (accusatif) « cour de ferme, domaine » (du latin classique cohortem) avec le suffixe diminutif -icella, le -s final de Corcelles étant la marque du locatif. Corticella devait désigner un morcellement, une division du domaine, voire une petite exploitation agricole, un petit domaine. En réalité, il faut comprendre gallo-roman *CORTICELLA diminutif du gallo-roman *CŌRTE > ancien français cort (cf. toponymes en -court du nord de la France et dérivé courtois) > français cour, réécrit postérieurement sans t, par confusion avec le latin curia > français curie. Le déterminant en-Beaujolais a été ajouté pour éviter une confusion avec les nombreux autres Corcelles (Ain, Haute-Saône, Doubs, Côte-d'Or).
Remarque : il s'agit d'une forme du centre est, ailleurs dans l'hexagone, la forme la plus courante est Courcelles.

## Histoire

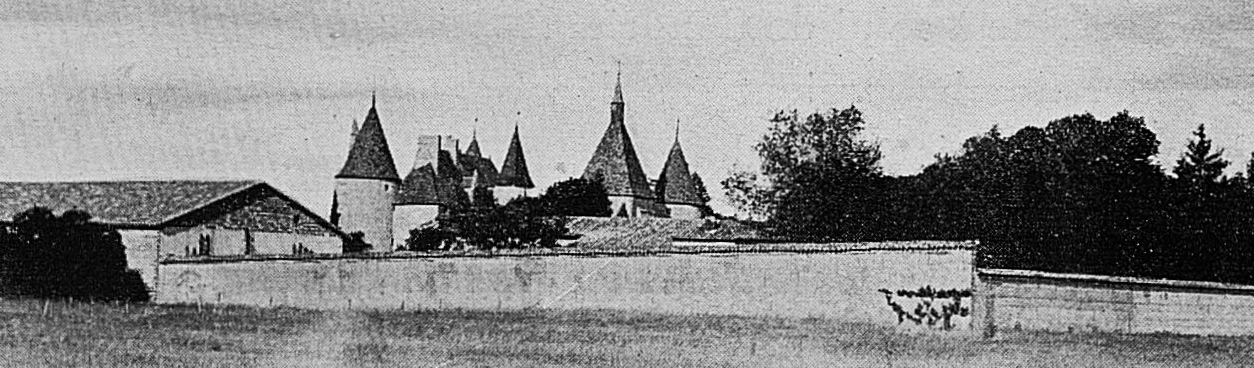
Le château de Sevé au début du XXe siècle.

## Politique et administration

### Tendances politiques et résultats
Corcelles-en-Beaujolais se distingue de Lancié, Villié-Morgon et Saint-Jean-d'Ardières (communes limitrophes) pour le score élevé du Front national.
Depuis plusieurs décennies, la commune place chaque fois le candidat du parti d’extrême droite à la première place du premier tour des élections présidentielles. Lors des deux dernières présidentielles, Marine Le Pen finit en tête à l'issue du second tour. La gauche y obtient des scores nettement plus bas que la moyenne nationale.
Lors du second tour de la présidentielle de 2022, Marine Le Pen - placée en tête par la commune à l'issue du 1er tour - y obtient 52,54 % des voix, contre 47,46 % à Emmanuel Macron. Cinq ans avant, en 2017, Marine Le Pen y remporte 56,24 % des voix, contre 43,76 % à Emmanuel Macron (arrivé 3e à l'issue du premier tour, derrière François Fillon et devant Nicolas Dupont-Aignan). En 2012, la commune place Nicolas Sarkozy largement devant François Hollande (68,58 % contre 31,42 %). La candidate frontiste, Marine Le Pen, y avait obtenu 33.27 % au 1er tour, se hissant à la première place. En 2007, Nicolas Sarkozy obtient un score très large face à Ségolène Royal (71,37 % contre 28,63 %). Là encore, le candidat d’extrême droite, Jean-Marie Le Pen, y avait obtenu un score nettement supérieur à la moyenne nationale (19,61 % au 1er tour). Les résultats de la commune lors du second tour de l'élection présidentielle de 2002, en revanche, se rapprochent davantage de la moyenne nationale : Jacques Chirac y obtient 82,21% au second tour, contre 17,79% pour Jean-Marie le Pen. Mais le premier tour de l'élection place le candidat frontiste largement devant tous les autres candidats (28,08% contre 18,72 % pour Chirac et 10,05 % pour Lionel Jospin). Le premier tour de l'élection présidentielle de 1995 place également Jean-Marie le Pen en tête, avec 25,34%, devant Édouard Balladur (24,52%), Lionel Jospin (17,08 %) et Jacques Chirac (14,33 %) . Au second tour de cette même élection, Jacques Chirac est nettement préféré au candidat du parti socialiste (61,02 % contre 38,98 % à Lionel Jospin).

### Administration municipale
| Période                                  | Période  | Identité           | Étiquette | Qualité |
| ---------------------------------------- | -------- | ------------------ | --------- | ------- |
| mars 2008                                | en cours | Jean-Paul Chemarin | UDI       |         |
| 2001                                     | 2008     | Maurice Maurin     |           |         |
| Les données manquantes sont à compléter. |          |                    |           |         |

### Intercommunalité
La commune fait partie de la communauté de communes Saône Beaujolais.

## Population et société

### Démographie
L'évolution du nombre d'habitants est connue à travers les recensements de la population effectués dans la commune depuis 1793. Pour les communes de moins de 10 000 habitants, une enquête de recensement portant sur toute la population est réalisée tous les cinq ans, les populations de référence des années intermédiaires étant quant à elles estimées par interpolation ou extrapolation. Pour la commune, le premier recensement exhaustif entrant dans le cadre du nouveau dispositif a été réalisé en 2007.

En 2022, la commune comptait 993 habitants, en évolution de +7,12 % par rapport à 2016 (Rhône : +3,93 %, France hors Mayotte : +2,11 %).
| 1793 | 1800 | 1806 | 1821 | 1831 | 1836 | 1841 | 1846 | 1851 |
| ---- | ---- | ---- | ---- | ---- | ---- | ---- | ---- | ---- |
| 458  | 409  | 553  | 520  | 634  | 656  | 652  | 702  | 730  |

| 1856 | 1861 | 1866 | 1872 | 1876 | 1881 | 1886 | 1891 | 1896 |
| ---- | ---- | ---- | ---- | ---- | ---- | ---- | ---- | ---- |
| 734  | 752  | 761  | 744  | 712  | 614  | 597  | 575  | 627  |

| 1901 | 1906 | 1911 | 1921 | 1926 | 1931 | 1936 | 1946 | 1954 |
| ---- | ---- | ---- | ---- | ---- | ---- | ---- | ---- | ---- |
| 676  | 654  | 640  | 520  | 522  | 478  | 518  | 502  | 525  |

| 1962 | 1968 | 1975 | 1982 | 1990 | 1999 | 2006 | 2007 | 2012 |
| ---- | ---- | ---- | ---- | ---- | ---- | ---- | ---- | ---- |
| 498  | 512  | 505  | 564  | 633  | 745  | 717  | 713  | 871  |

| 2017 | 2022 | - | - | - | - | - | - | - |
| ---- | ---- | - | - | - | - | - | - | - |
| 942  | 993  | - | - | - | - | - | - | - |

## Lieux et monuments
- Château de Corcelles-en-Beaujolais.
- Situé au cœur du vignoble Beaujolais. L'appellation d'origine contrôlée (AOC) s'étend sur toute la commune. Limitrophe de Lancié, Villié-Morgon, Saint-Jean-d'Ardières et Dracé.

## Personnalités liées à la commune
- Charles Voisin, aviateur.
- Pierre Joseph Wallaert, peintre.
- Marwan Berreni (1988-2023), acteur, retrouvé mort dans une ferme abandonnée.